# Anna Thorén
Anna Malin Margareta Thorén, född 22 september 1977 i Kvillinge församling i Östergötlands län är en svensk musikalartist verksam i Tyskland sedan 2001.

## Biografi
Anna Thorén växte upp i Norrköping där hon gick i musikklass på Hagaskolan. Hon debuterade som 16-åring i Sound of Music på Arbisteatern i Norrköping och medverkade även under gymnasietiden i Arbis produktion av Teaterbåten samt i Hörsalens West Side Story. Hon utbildade sig i musikalteater vid  Balettakademien i Göteborg. Under utbildningens gång fick hon rollen som Sue i musikalen Life och som Magenta/Uscherette i musikalen Rocky Horror Show. Efter avslutad utbildning engagerades Thorén som sjungande servitris på Cabaret Lorensberg.
Därefter sökte Thorén sig utomlands och hennes första arbete i Europa var en andrainstudering av Sally Bowles och som Kit Kat Girl i musikalen Cabaret på europaturnén med det amerikanska produktionsbolaget Manhattan Musical Theatre.
Anna Thoréns genombrott i tyska musikalvärlden var som rollen Magda i Hamburg-premiären av Tanz der Vampire i regi av Roman Polanski för den tyska musikalfirman Stage Entertainment. Hon arbetade sedan för Stage Entertainment, bland annat som Grevinnan Esterházy i Elisabeth, Drottning Anna i 3 Musketiere , som alternerande 1st cast av rollen Elphaba i Wicked och som Kala i Disney musikalen Tarzan
I europapremiären av Dracula av Frank Wildhorn spelade hon en av de tre vampyrerna. Flera roller i musikaler av Frank Wildhorn följde:  Marguerite St Just i The Scarlet Pimpernel , Lucy i Jekyll und Hyde och som "Mercédès" i Greven av Monte Christo
För sin tolkning av  titelrollen i musikalen Marie Antoinette blev hon belönad med en andra plats i musikalfacktidningen Da Capo i kategorin bästa musikalartist i Tyskland, Österrike och Schweiz.
I en nyproduktion i Wien av Tanz der Vampire spelade hon åter rollen som Magda. 
I den tyska premiären av Mel Brooks komedi Young Frankenstein,  Det våras för Frankenstein fick hon rollen som Frankensteins fästmö Elizabeth Benning. I Halle spelade hon även rollen som Anita i West Side Story och som Milady de Winter i Die Drei Musketiere.
År 2015 gjorde hon rollen som Joséfine de Fontilac vid Cuvilliés-Theater i München i kostymdramat Gefährliche Liebschaften, musikal efter filmen Farligt Begär. Föreställningen vann priset Deutsche Musical Theater Preis 2015  för bästa musikal, bästa musikaliska gestaltning, bästa kostym, bästa huvudroll och bästa musik och spelades även 2016 i München och som gästspel under de Bayeriska teaterdagarna i Regensburg. I München medverkade Anna 2016 även i operetten Candide i olika roller, bland annat som Baroness 
Från sommaren 2015 spelade hon rollen som Fanny Osbourne i Die Schatzinsel , Skattkammarön på slottsteatern i Fulda  och 2016 i Hameln  Föreställningen filmades och gavs ut på DVD. 
Sommaren 2017 medverkade hon som rollen Asta Von Rangholt i urpremiären av "Vom Fischer und seiner Frau", om fiskaren och hans fru, i Hanau 
2018 spelade Anna åter rollen Anita i West Side Story, denna gången i Kassel. Samtidigt sågs hon i Cameron Mackintosh´s Mary Poppins i Hamburg i rollerna; Mrs Andrew, Mrs Brill och som the Birdwoman. 
Sedan 2009 är Thorén solist i tyska popshowen Ich Will Spass tillsammans med originalartister tillhörande Neue Deutsche Welle.
2019-2020 medverkade Thorén, som alternerande 1.a cast av rollen Donna och som cover Tanja i Stage Entertainments original produktion av Abba musikalen Mamma Mia på Teater des Westens i Berlin.  
2021 skulle Anna haft premiär som Diana i musikalen Next to Normal i Kassel, men på grund av covid sköts premiären upp till 2022.
2022-2023 Sågs Anna som alternerande 1.a cast av rollen Donna och Tanja  i Stage Entertainments original produktion av Abba musikalen Mamma Mia! på Theater Neue Flora i Hamburg. 
2024 Spelade Anna rollen Heidi Hansen i den tyskspråkiga premiären av Dear Evan Hansen på Gmundens Stadsteater.

## Teater
- 2000 och 2002 A Slice of Saturday Night, Bridget Varbergs sommarteater
- 2001-2002 Cabaret, Kit kat girl, us. Sally Bowles Manhattan Musical
- 2003-2004 Tanz der Vampire, Magda[10], Hamburg
- 2005-2006 Dracula[13], Vampirin, St Gallen
- 2005-2006 Elisabeth, Grevinnan Esterhazy, Stuttgart
- 2006-2008 3 Musketiere, Drottning Anna[38], Stuttgart
- 2008 The Scarlet Pimpernel, Marguerite St. Just[14], Ettlingen
- 2008-2009 Jekyll and Hyde, Lucy[15], Bremerhaven
- 2009-2010 Tanz der Vampire, Magda[18], Wien
- 2011 Wicked, Elphaba alternerande, Oberhausen
- 2012 Marie Antoinette, Marie Antoinette, Tecklenburg
- 2013 Young Frankenstein, Elizabeth Benning[19], Halle
- 2013 Der Graf von Monte Christo, Mercédès [16], Tecklenburg
- 2014-2016 West Side Story, Anita[39], Halle
- 2014 3 Musketiere, Milady de Winter [40], Tysklandsturné
- 2015-2016 Gefährliche Liebschaften, Joséfine de Fontilac/ Madame de Volanges[41], München
- 2015-2016 Die Schatzinsel, Fanny Osbourne,[42][43] Fulda, Hameln [44]
- 2016 Die drei Musketiere, Milady de Winter, Halle [45]
- 2016 Tarzan, Kala, Stuttgart [11]
- 2017 Vom Fischer und seiner Frau, Asta von Rangholt, Hanau [46]
- 2018 West Side Story, Anita Kassel [46]
- 2018 Mary Poppins, Walk in Mrs Brill, Mrs Andrew, Birdwoman[31]
- 2019 Mamma Mia! Donna alternerande, Tanja cover, Berlin  [47]
- 2022-2023 Mamma Mia! Donna alternerande, Tanja cover, Hamburg[48]
- 2024 Dear Evan Hansen, Heidi Hansen DSE Gmunden [49]

### Album
- 2010 Tanz der Vampire, Gesamtaufnahme neue Wiener Fassung[50]
- 2015 Die Schatzinsel, Promo Live CD [51]
- 2015 Die Schatzinsel - Original Fulda Cast 2015 [52]
- 2016 Gefährliche Liebschaften- Das Musical 2016 [53]
- 2017 Vom Fischer und seiner Frau 2017[54]

## TV-produktioner, Film
- 1999 Sepps Himmelska Circus, SVT[55]
- 1999 Vita Lögner, MTV- Produktion[56]
- 2015 Die Schatzinsel, Spotlight [57]

## Fotnoter
1. ↑  Sveriges befolkning 1990, CD-ROM, Version 1.00, Riksarkivet (2011).
2. ↑  Anna Thorén satsar på musikallivet i Tyskland Norrköpings Tidningar 28 juli 2006
3. ↑  ”Norrköpings Tidningar”. http://www.nt.se/nyheter/anna-thorn-satsar-pa-musikallivet-i-tyskland-1449829.aspx. Läst 17 mars 2015.
4. ↑  ”Anna Thoren” (på tyska). musicalradio.de. Arkiverad från originalet den 19 februari 2015. https://archive.is/20150219103923/http://musicalradio.de/musicals/darstellerverzeichnis/58-darsteller/anna-thoren.html?tmpl=component&print=1.
5. ↑  ”Agentur glanzlichter”. Arkiverad från originalet den 30 juni 2015. https://web.archive.org/web/20150630221425/http://www.glanzlichter.at/sites/default/files/downloads/anna_thoren_vita_2015.pdf. Läst 17 mars 2015.
6. ↑  ”Musicalfreunde.de”. Arkiverad från originalet den 19 februari 2015. https://web.archive.org/web/20150219123441/http://musicalfreunde.de/star/anna-thoren. Läst 17 mars 2015.
7. ↑  ”Die Welt Tanz der Vampire”. http://www.welt.de/print-welt/article266159/Polanski-laesst-die-Vampire-tanzen.html. Läst 17 mars 2015.
8. ↑  ”Castingcallpro”. Arkiverad från originalet den 19 februari 2015. https://web.archive.org/web/20150219162827/http://www.castingcallpro.com/aa/view.php?uid=214938. Läst 17 mars 2015.
9. ↑  ”Wicked”. https://de.stagepool.com/news/5458/rotierende_hexen_in_ozerhausen. Läst 17 mars 2015.
10. 1 2  ”Agentur Glanzlichter”. http://www.glanzlichter.at/artist/thoren. Läst 17 mars 2015.
11. 1 2  ”Tarzan”. Arkiverad från originalet den 18 maj 2016. https://web.archive.org/web/20160518101402/http://www.stage-entertainment.de/musicals-shows/disneys-musical-tarzan-stuttgart/news/neue_Hauptrollen.html. Läst 17 mars 2016.
12. ↑  ”Dracula”. Arkiverad från originalet den 16 februari 2015. https://web.archive.org/web/20150216013937/http://www.frankwildhorn.com/projects/Dracula.php. Läst 17 mars 2015.
13. 1 2  ”Dracula”. http://www.musicalzentrale.de/index.php?service=9&subservice=2&details=756. Läst 17 mars 2015.
14. 1 2  ”Scarlet Pimpernel”. http://www.musicalzentrale.de/index.php?service=0&subservice=2&details=2074. Läst 17 mars 2015.
15. 1 2  ”Jekyll and Hyde”. http://www.musicalzentrale.de/index.php?service=0&subservice=2&details=2211&setzone=0. Läst 17 mars 2015.
16. 1 2  ”Graf von Monte Christo”. Arkiverad från originalet den 1 juli 2015. https://web.archive.org/web/20150701010754/http://www.thatsmusical.de/magazin/prominente-cast-fuer-monte-christo-in-tecklenburg-a101317.html. Läst 17 mars 2015.
17. ↑  ”Da Capo Award”. http://www.noz.de/deutschland-welt/nordrhein-westfalen/artikel/319423/fachmagazin-da-capo-leser-wahlen-marie-antoinette-an-die-spitze-der-bestenliste. Läst 17 mars 2015.
18. 1 2  ”Tanz der Vampire Wien”. Arkiverad från originalet den 1 juli 2015. https://web.archive.org/web/20150701121024/http://www.musicalvienna.at/index.php/de/Array/article/29001. Läst 17 mars 2015.
19. 1 2  ”Young Frankenstein”. Arkiverad från originalet den 1 juli 2015. https://web.archive.org/web/20150701002635/http://www.glanzlichter.at/probenbeginn-fuer-young-frankenstein-halle-mit-thomas-weissengruber-und-anna-thoren. Läst 17 mars 2015.
20. ↑  ”West Side Story”. Arkiverad från originalet den 19 februari 2015. https://web.archive.org/web/20150219122929/http://buehnen-halle.de/produktionen/west-side-story?for_event=4820. Läst 17 mars 2015.
21. ↑  ”Oper Halle Musketiere”. Arkiverad från originalet den 19 maj 2016. https://web.archive.org/web/20160519120336/http://buehnen-halle.de/die_drei_musketiere. Läst 17 mars 2016.
22. ↑  ”Gefährliche Liebschaften”. Arkiverad från originalet den 6 februari 2015. https://web.archive.org/web/20150206030907/http://www.gaertnerplatztheater.de/produktionen/gefaehrliche-liebschaften.html. Läst 17 mars 2015.
23. ↑  [www.deutschemusicalakademie.de/deutscher-musical-theater-preis/deutscher-musical-theater-preis-2015/ ”Deutsche Musikal Theater Preis”]. www.deutschemusicalakademie.de/deutscher-musical-theater-preis/deutscher-musical-theater-preis-2015/. Läst 17 mars 2016.
24. ↑  ”Regensburg Theatertage”. Arkiverad från originalet den 3 juni 2016. https://web.archive.org/web/20160603223340/http://www.bayerische-theatertage.de/gefaehrliche-liebschaften.html. Läst 17 mars 2016.
25. ↑  ”Gärtnerplatztheater”. Arkiverad från originalet den 15 mars 2016. https://web.archive.org/web/20160315084109/https://www.gaertnerplatztheater.de/personen/anna-thorn.html. Läst 17 mars 2016.
26. ↑  ”Schatzinsel”. Arkiverad från originalet den 30 juni 2015. https://web.archive.org/web/20150630191345/http://www.fuldaerzeitung.de/artikelansicht/artikel/3212359/spotlight-zeigt-highlights-aus-musical-die-schatzinsel. Läst 17 mars 2015.
27. ↑  ”Hameln Schatzinsel”. http://www.musical1.de/news/die-schatzinsel-die-piraten-kommen-2016-nach-hameln/. Läst 17 mars 2017.
28. ↑  ”Die Schatzinsel DVD”. http://www.amazon.de/Die-Schatzinsel-Musical-Schlosstheater-Fulda/dp/B01A5SJPR0/ref=sr_1_1?s=dvd&ie=UTF8&qid=1463308025&sr=1-1&keywords=die+schatzinsel+musical. Läst 17 mars 2016.
29. ↑  ”Vom Fischer und seiner Frau, Hanau”. http://www.festspiele.hanau.de/ins/nr1/index.html. Läst 17 mars 2017.
30. ↑  ”West Side Story”. Arkiverad från originalet den 22 maj 2018. https://web.archive.org/web/20180522112357/http://www.staatstheater-kassel.de/anna-thoren,p12210.html. Läst 17 mars 2025.
31. 1 2  ”Mary Poppins”. Arkiverad från originalet den 22 maj 2018. https://web.archive.org/web/20180522111341/https://www.stage-entertainment.de/musicals-shows/hamburg/mary-poppins/artist/artist.html. Läst 17 mars 2025.
32. ↑  ”Ich Will Spass”. http://www.ichwillspass.de/ndw/termine/konzert/iws09.htm. Läst 17 mars 2015.
33. ↑  https://annathoren.com/biography
34. ↑  ”Mamma Mia Cast”. https://www.stage-entertainment.de/musicals-shows/berlin/mamma-mia/artists/hauptdarsteller.html. Läst 17 mars 2019.
35. ↑  https://www.staatstheater-kassel.de
36. ↑  https://annathoren.com
37. ↑  [i Stage Entertainments original produktion av Abba musikalen Mamma Mia på ”Mamma mia Hamburg Cast”]. Stage Entertainment. i Stage Entertainments original produktion av Abba musikalen Mamma Mia på. Läst 8 Oktober 2022.
38. ↑  ”Elisabeth”. Arkiverad från originalet den 19 februari 2015. https://web.archive.org/web/20150219122948/http://musical-moments.net/kuenstler/. Läst 17 mars 2015.
39. ↑  ”Halle Oper”. Arkiverad från originalet den 22 februari 2016. https://web.archive.org/web/20160222142746/http://www.buehnen-halle.de/west_side_story. Läst 17 mars 2016.
40. ↑  ”3 Musketiere”. Arkiverad från originalet den 19 februari 2015. https://web.archive.org/web/20150219123209/http://3musketiere-musical.de/die-darsteller/18-maricel.html. Läst 17 mars 2015.
41. ↑  ”Gärtnerplatz teater München”. Arkiverad från originalet den 4 februari 2015. https://web.archive.org/web/20150204020644/http://www.gaertnerplatztheater.de/produktionen/gefaehrliche-liebschaften.html/ID_Vorstellung=554. Läst 17 mars 2015.
42. ↑  ”Schatzinsel”. http://www.musicalzentrale.de/index.php?service=0&subservice=2&details=6375. Läst 17 mars 2015.
43. ↑  ”Schatzinsel”. http://www.spotlight-musicals.de/. Läst 17 mars 2015.
44. ↑  ”Hameln Cast Schatzinsel”. http://www.musical1.de/news/die-schatzinsel-die-piraten-kommen-2016-nach-hameln/. Läst 17 mars 2017.
45. ↑  ”Halle Oper Musketiere”. Arkiverad från originalet den 19 maj 2016. https://web.archive.org/web/20160519120336/http://buehnen-halle.de/die_drei_musketiere. Läst 17 mars 2016.
46. 1 2  ”Kassel Stadsteater”. Arkiverad från originalet den 22 maj 2018. https://web.archive.org/web/20180522112357/http://www.staatstheater-kassel.de/anna-thoren,p12210.html. Läst 17 mars 2018.
47. ↑  ”Mamma Mia Berlin Cast”. https://www.stage-entertainment.de/musicals-shows/berlin/mamma-mia/artists/hauptdarsteller.html. Läst 17 mars 2019.
48. ↑  [Donna alternerande, Tanja cover ”Mamma Mia! Cast Hamburg”]. Donna alternerande, Tanja cover. Läst 17 mars 2022.
49. ↑  ”Musical Frühling Gmunden”. https://musical-gmunden.com/index.php/dear-evan-hansen/. Läst 17 mars 2024.
50. ↑  ”Tanz der Vampire CD”. http://www.weltbild.de/3/16401026-1/musik/tanz-der-vampire-gesamtaufnahm.html. Läst 17 mars 2015.
51. ↑  ”Promo CD Schatzinsel”. http://www.soundofmusic-shop.de/CD_DIE_SCHATZINSEL_-_Promo-Live_Cast_Fulda_2015_Songs_aus_DIE_PAePSTIN.html. Läst 27.2 2015.
52. ↑  ”Sound of Music”. http://www.soundofmusic-shop.de/CD_DIE_SCHATZINSEL_-_Original_Fulda_Cast_2015.html.
53. ↑  ”CD Gefährliche Liebschaften”. http://www.amazon.de/gp/product/B01EUZTVL4/ref=as_li_tl?ie=UTF8&camp=1638&creative=6742&creativeASIN=B01EUZTVL4&linkCode=as2&tag=diehomepagevo-21. Läst 17 mars 2016.
54. ↑  ”Om fiskarn och hans fru”. http://www.festspiele.hanau.de/shop/index.html. Läst 17 mars 2025.
55. ↑  ”Sepps Himelska Circus”. http://smdb.kb.se/catalog/id/001422858. Läst 17 mars 2015.
56. ↑  ”Vita Lögner”. http://smdb.kb.se/catalog/search?q=anna+thorén+vita+lögner&x=0&y=0. Läst 17 mars 2015.
57. ↑  ”Sound Of Music shop”. http://www.soundofmusic-shop.de/DVD_Die_Schatzinsel_-_Original_Fulda_Cast_2015_RC_0.html. Läst 17 mars 2015.